# 原子力eye
『原子力eye』（げんしりょくあい）は日本で出版されていた月刊専門雑誌。『原子力工業』として1955年4月に創刊。2011年11月を以って休刊した。日刊工業新聞社が発行していた。

## 概要
公式サイトでの説明によれば、末期の発行部数は公称15,000部。しかし、都内の一部大型書店を除き、一般の書店では置かれていない（同社ウェブサイトなどインターネット経由での購入体制は整っていた）。
大きさは『原子力工業』時代はB5判であったが、『原子力eye』への衣替えに伴いA4判となる。最終時の価格は1640円であり、100ページに満たない内容に比べて高めの価格設定であった。

## 歴史
- 1955年4月創刊。日本でも原子力基本法が制定されるなど原子力の平和利用へ向けた動きが本格化した年であり、その動きを睨んでの刊行であった。日本原子力学会が学会誌を発行するようになるのは1960年のことであり、本誌2011年11月号での回顧によれば、初期の5年間は実質的に学会誌の役割も果たしていたという。
- 1997年12月号を以って『原子力工業』は終刊となり継続後誌として『原子力eye』がスタートした。
- 2011年5月号より福島第一原子力発電所事故に対応した編集体制に切り替わる。この号より休刊まで裏表紙の広告欄もバックナンバーの紹介に切り替えられる等の対応が見られた。
- 2011年11月号を以って休刊。最終号の第一特集は「原子力の解体的な再出発への提言」であり、本誌の歴史と評価について数名の執筆経験者が回顧する内容となっていた。なお、最終号の後書きによれば休刊に至った背景として読者数の長期低落傾向が続いていたこと、直接の原因として東京電力をはじめとする電力会社、原子力産業からの広告出稿数が福島第一原子力発電所事故後激減したことが挙げられている。

## 内容
両誌を通じて、毎号特集主義を取っている。ウェブサイトによれば「原子力発電を中心に据えつつ、放射線利用による医療、食品、半導体、材料開発といった幅広い分野を対象にその技術や政策、産業動向など」を対象分野としている。放射線取扱主任者の試験対策についても精力的に取り上げられ、その他核燃料取扱主任者、原子炉主任技術者についてもページを割いている。この他、新刊の専門書の書評欄や海外ニュースの欄なども設けられている。『原子力eye』においては若手研究者を紹介するページも存在した（回によっては編集長自ら聞き取り取材を行う）。電力会社などの広告記事も不定期に掲載されていた。
推進側の雑誌と見られることが多いが、1980年代には「"原子力村"に,議論よ,興れ!」といった問題提起型の連載企画を実施したり、誌名の変更を実施するなど批判的な視点を一切持っていなかった訳ではない。

## 批判
- 原子力撤廃論者の高木仁三郎は本誌について「原子力を推進する立場から、プルトニウム政策や廃棄物政策、企業の安全対策などについて、原子力推進サイドの情報を豊富に載せていた」という。それにも関わらず、ある特集号で執筆者の書き出しを調べたところ、10本の記事の内7本が「わが国」という書き出しの原子力必要論から始まっており、残り3本も文中に「わが国」を載せていない物は無かった旨を指摘している。高木はこれを「一個人の立場で書いていて、そんなに国を背負って書かないでも良いと思うような人達が、皆ものすごく国を背負ってしまっているのです」「ふつう技術屋さんは、技術の発想からすれば、我が国のポリシーはそもそもどうなっていて、というところから発想するのではなくて、技術としてはこうあるべきだというところから発想すればいいのです」と批判している[5]。

### 原子力未来研究会との関係
山地憲治（東京大学教授）を始めとする匿名を含む原子力関係者は、1997年12月より本誌に連載を持ったことを機会に、原子力未来研究会を組織して活動していた。本連載は『原子力eye』1998年年間読者賞最優秀賞を受賞し、連載は同社の手で単行本化された。
2003年には原子力未来研究会の手になる「どうする日本の原子力―混迷から再生へ―」が9月号よりスタートし、その第1回目の表題は「時代遅れの国策の下では原子力に未来はない」であった。しかし、10月号の後書きで編集部の方針により連載を中止する旨の公告がなされた。原子力未来研究会に対しては当初編集部の決定に対して1ページの（実質的な）反論スペースが用意された。その原稿の中で未来研究会は「六ヶ所再処理を中心とする現在の核燃料サイクル政策は明らかに行き詰まっているので、これを支えてきた原子力の「国策」に抜本的な変更が必要だと主張」する旨を述べていた。反論原稿は8月18日に編集部に受理されたが、編集部は8月21日この掲載も拒否した。

## 編集体制
- 発行日：毎月前月10日[1]
- 原稿締切日：前々月1日[1]